# Wiktor Klimienko
Wiktor Jakowlewicz Klimienko (ros. Виктор Яковлевич Клименко, ur. 25 lutego 1949 w Moskwie) – radziecki gimnastyk (Rosjanin). Wielokrotny medalista olimpijski.
Brał udział w dwóch igrzyskach (IO 68, IO 72), na obu zdobywał medale - łącznie pięć. W Meksyku sięgnął po dwa medale (drużyna i poręcze). Cztery lata później zwyciężył w ćwiczeniach na koniu z łękami), był drugi w drużynie i skoku przez konia. Stawał na podium mistrzostw świata w 1970 (srebro – skok i drużyna, brąz – koń z łękami), był również medalistą mistrzostw Europy (m.in. złoto w wieloboju w 1971 i 1973). 
Jego żona Łarisa Pietrik także była gimnastyczką, medalistką olimpijską. Pracuje jako szkoleniowiec w Niemczech.